# 心はいつもRainbow Color
「心はいつもRainbow Color」（こころはいつもレインボー カラー）は、滴草由実の4枚目のシングル。

## 概要
アルバム『CONTROL Your touch』発売後、2004年第1弾作品。本作の楽曲プロデュースはYOKO Black. Stoneが単独で務めている。

## 収録曲
1. 心はいつもRainbow Color
作詞：滴草由実　作曲・編曲：YOKO Black. Stone
  - 長野朝日放送『情報パラダイス』2004年4月度エンディングテーマ
  - 静岡朝日テレビ『スポーツパラダイス』2004年4月度エンディングテーマ
  - テレビ金沢『2時間ワイドじゃんけんぽん』2004年4月度エンディングテーマ
2. Show me〜
作詞：滴草由実　作曲・編曲：YOKO Black. Stone
3. 眠れぬ少女 [Live ver.]
4. 心はいつもRainbow Color -instrumental-